# كأس فيد 2000
كأس فيد 2000  هو الموسم 38 من  كأس فيد. أقيم خلال الفترة 25 أبريل 2000 وحتى 25 نوفمبر 2000، وفاز فيه منتخب الولايات المتحدة لكأس فيد.